# Зелений Фронт
«Зелений Фронт» — харківська обласна громадська організація екологічного спрямування, яка займається охороною навколишнього природного середовища, захистом екологічних та пов'язаних з ними соціальних прав громадян.

## Історія
ХОГО «Зелений фронт» було створено активістами, які захищали Парк Горького (нині — Центральний парк) у Харкові від вирубування заради будівництва автомобільної дороги та цілого кварталу апартаментів, готелів та інших об'єктів.
2 червня 2010 року невідомі особи в чорному одязі (більшість з них мала бейджі «муніципальна охорона») з застосуванням фізичного насильства вибили активістів-екологів з Парку Горького. В той же день захисники парку зібралися разом і створили громадську організацію, яка об'єднала усіх небайдужих до долі зелених насаджень, природоохоронних територій та довкілля в цілому громадян.
Назва організації є результатом помилки журналістів: під час протистояння в Парку Горького один з наметів цілодобового табору мав назву «Зелений форт», але журналісти кількох видань чомусь назвали весь табір «Зеленим фронтом». Ця назва сподобалася активістам та дійсно стала назвою всього руху.
Установча конференція ХОГО «Зелений фронт» відбулася 3 серпня 2010 року. На ній було прийнято статут цієї організації, її програмні документи.

## Сучасність
Серед найбільш відомих кампаній, що веде ця організація — боротьба з розкраданням чорноземів з сільськогосподарських угідь Харківщини, про яку повідомлялося навіть в англомовній пресі та американських блогах.
Велику увагу організація приділяє створенню природоохоронних територій та охороні вже існуючих. Зокрема нею створено проєкти чотирьох заказників, що мають виникнути на території Харківського лісопарку. Її активісти беруть участь у всеукраїнських екологічних акціях: «Першоцвіт», «Ялинка», у проведенні інших всеукраїнських та міжнародних заходів.